# Jackowo-Podrezie
Jackowo-Podrezie (biał. Яцкава-Падрэззе; ros. Яцково-Подрезье) – wieś na Białorusi, w obwodzie mińskim, w rejonie wołożyńskim, w sielsowiecie Wołożyn, na skraju Puszczy Nalibockiej.
W dwudziestoleciu międzywojennym leżało w Polsce, w województwie nowogródzkim, w powiecie wołożyńskim. 